# Startabbruch
Startabbruch – englisch: Rejected Takeoff (kurz: RTO) bzw. Aborted Takeoff oder kurz Abort ist die Beendigung eines bereits begonnenen Startvorgangs eines Luftfahrzeugs. Nach Abschluss des Startabbruchs befindet sich das Luftfahrzeug noch am Boden.  Startabbrüche zählen zu den Notverfahren. Das jeweils anzuwendende Verfahren ist abhängig vom Luftfahrzeugtyp und in der Regel im jeweiligen Flughandbuch beschrieben. Im Grundsatz wird immer die Antriebsleistung verringert und ein Bremsvorgang eingeleitet.

## Gründe für einen Startabbruch
Für einen Startabbruch gibt es vielfältige Gründe:
- flugzeugseitig: Kontrollverlust, Triebwerksbrand, Flammabriss, Vogelschlag, schwere Systemfehler etc. sowie
- flughafenseitig: Anweisung durch den Lotsen, plötzlich blockierte Startbahn u. a.

Der Katalog der Funktionsstörungen, die einen Startabbruch ratsam erscheinen lassen, hat sich im Lauf der Zeit verändert. So wird beispielsweise heute von einigen Herstellern beim Platzen eines Reifens (ohne Folgen für die übrige Struktur des Flugzeugs) von einem Startabbruch abgeraten, weil beim anschließenden, massiven Bremsmanöver dieser Reifen für das Manöver ausfällt und damit die verbleibenden Komponenten zusätzlich belastet, was deren Ausfall umso wahrscheinlicher macht.

## Entscheidungsparameter
Bei zwei- oder mehrmotorigen Flugzeugen, die mit den verbleibenden Motoren noch steigfähig sind, stellt sich die Frage des Startabbruchs abhängig von der bereits aufgebauten Energie, bzw. des Bewegungsimpulses. Dieser Impuls ist das Produkt von Geschwindigkeit und Masse. Je schneller und schwerer ein Flugzeug ist, desto länger ist bei gleicher Verzögerung sein Bremsweg. Damit verringert sich mit zunehmender Geschwindigkeit die Chance, auf einer gegebenen Strecke (nämlich dem verbleibenden Rest der Startbahn) zum Stillstand zu kommen.
Da den Piloten beim Start eines Flugzeugs nur ein sehr kleines Zeitfenster von wenigen Sekundenbruchteilen für die Entscheidung eines Startabbruchs zur Verfügung steht, müssen sämtliche bekannten Parameter, die für die Entscheidung relevant sind, bereits vor jedem einzelnen Flug berechnet werden. Dazu zählen das genaue Gewicht des Flugzeugs inkl. Beladung, Zustand und Alter der Reifen und Bremsen, Länge und Zustand der Startbahn sowie Witterungsbedingungen wie insbesondere Niederschlag und Vereisung, die die Bremswirkung des Flugzeugs auf der Startbahn beeinflussen können. Der Umkehrschub der Triebwerke wird nicht berücksichtigt, da deren Ausfall ja Grund für den Startabbruch sein kann.
Aus diesen Größen wird die aktuelle Entscheidungsgeschwindigkeit „V1“ berechnet, die vor oder bei einem Startabbruch nicht überschritten werden darf. Wichtig ist dabei auch, an welchem Punkt der Startbahn die Entscheidungsgeschwindigkeit erreicht wird. Üblicherweise sollte dies vor einem zuvor berechneten kritischen Punkt der Fall sein. In diesem Fall stünde also nach einem Startabbruch für die anschließende Verzögerung bis zum Stillstand noch ausreichend Startbahnlänge zur Verfügung.
Ist die Entscheidungsgeschwindigkeit überschritten, überwiegt das Risiko, durch den hohen Bewegungsimpuls des Flugzeugs am Boden Schaden zu nehmen, die potentiellen Gefahren eines Abhebens z. B. mit reduzierter Leistung oder eingeschränkten Steuermöglichkeiten.

## Durchführung
Nach der Entscheidung zum Startabbruch wird der Startvorgang noch vor Erreichen der Entscheidungsgeschwindigkeit abgebrochen und das Flugzeug mit Hilfe der hydraulischen Bremsen, der aerodynamisch wirkenden Luftbremsen und (sofern noch funktional) der Schubumkehr wieder zum Stillstand gebracht. Bei militärischen Flugzeugen stehen ggf. auch Bremsschirme oder Fanganlagen am Startbahnende zur Verfügung.
Startabbrüche zählen zu den Notverfahren. Bei einigen Flugzeugen gehört ein Startabbruch zu den Bold Face Procedures, den Notverfahren, die ohne Zuhilfenahme einer Checkliste auswendig fehlerfrei gekonnt werden müssen.
Beispiele für Verfahren zum Startabbruch:
- Bei Segelflugzeugen wird das Startseil ausgeklinkt und das Flugzeug rollt aus.[2]
- Bei Sportflugzeugen wird der Gashebel auf Leerlauf gebracht und die Radbremsen betätigt.[3]
- Bei Kampfflugzeugen, wie beispielsweise der F-4 Phantom, wird der Leistungshebel auf Leerlauf gebracht, der Bremsschirm ausgelöst, der Fanghaken abgesenkt und mit den Radbremsen abgebremst.[4]

Wird allerdings gegen einen Startabbruch entschieden, muss zwingend abgehoben werden. Mehrmotorige Flugzeuge sind dabei so zertifiziert, dass sie bei einem einzelnen Triebwerksausfall nach Überschreiten der Entscheidungsgeschwindigkeit die sichere Abhebegeschwindigkeit V2 erreichen können.
Nach dem Abheben und Analyse des Schadens in der Luft werden geeignete Maßnahmen ergriffen, die von sofortiger Rückkehr zum Platz über Ablassen des Treibstoffs in der Luft bis hin zur normalen Fortsetzung des Fluges reichen können.

## Automation als Unterstützung
"Autobrake" bezeichnet, soweit eingebaut, eine Einstellungsmöglichkeit für das automatische Bremssystem eines Flugzeugs. In dieser Einstellung führt, mit Überschreiten einer gewissen Rollgeschwindigkeit und der sofortigen Zurücknahme der Schubhebel, das automatische Bremssystem eine Vollbremsung durch. Dies dient der Unterstützung der Piloten, welche neben Aktivierung der Speedbrake und des Umkehrschubes das Flugzeug mit dem eventuell flugzeugseitigen Fehler (bsp.: asymmetrischer Umkehrschub nach Triebwerksausfall) auf der Bahn halten müssen.

## Nebenwirkungen
Bei einem Startabbruch bei hoher Geschwindigkeit oder hohem Abfluggewicht können die Bremsen sehr heiß werden. Daher müssen diese abkühlen können, damit nicht die Reifen platzen oder ein Brand entsteht. Dies kann durch langsames Rollen für einen gewissen Zeitraum oder mittels Kühlen durch die Flugplatzfeuerwehr erfolgen.